# Альба (станция)
Альба — железнодорожная станция Сахалинского региона Дальневосточной железной дороги. Расположена в посёлке Арги-Паги.

## История
Станция открыта в 1979 году в составе пускового участка Тымовск — Ноглики.

## Деятельность
По параграфу станция способна осуществлять небольшие грузовые отправления, и продажу пассажирских билетов. По станции также осуществляется остановка грузо-пассажирского поезда № 951 сообщением Тымовск — Ноглики. Скорый поезд № 001/002 сообщением Южно-Сахалинск — Ноглики проходит станцию по главному пути без остановки.